# Enlightened Rogues
Enlightened Rogues es el sexto álbum de estudio de la banda de rock estadounidense The Allman Brothers Band, producido por Tom Dowd y publicado en febrero de 1979 en los Estados Unidos por Capricorn Records y por PolyGram Records en el resto del mundo.

## Lista de canciones

### Lado A
1. "Crazy Love" (Dickey Betts) – 3:44
2. "Can't Take It With You" (Dickey Betts, Don Johnson) – 3:33
3. "Pegasus" (Dickey Betts) – 7:31
4. "Need Your Love So Bad" (John Mertis) – 4:01

### Lado B
1. "Blind Love" (B.B. King, Jules Taub) – 4:37
2. "Try It One More Time" (Dickey Betts, David Goldflies) – 5:04
3. "Just Ain't Easy" (Gregg Allman) – 6:06
4. "Sail Away" (Dickey Betts) – 3:34

## Créditos
- Gregg Allman - teclados, voz
- Dickey Betts - guitarra, voz
- Dan Toler - guitarra[3]
- David Goldflies - bajo
- Jaimoe  - percusión, batería
- Butch Trucks - percusión, batería